# فرانک آلن (بازیکن فوتبال، زاده ۱۹۰۱)
فرانک آلن (انگلیسی: Frank Allen; ۵ مهٔ ۱۹۰۱ – ۳۰ اکتبر ۱۹۸۹) بازیکن فوتبال اهل بریتانیا بود.
از باشگاه‌هایی که در آن بازی کرده‌است می‌توان به باشگاه فوتبال لو آور، باشگاه فوتبال بارنزلی، باشگاه فوتبال بارو، باشگاه فوتبال نلسون، باشگاه فوتبال ساوتپورت، و باشگاه فوتبال لیتون اورینت اشاره کرد.